# بيني دريدفول

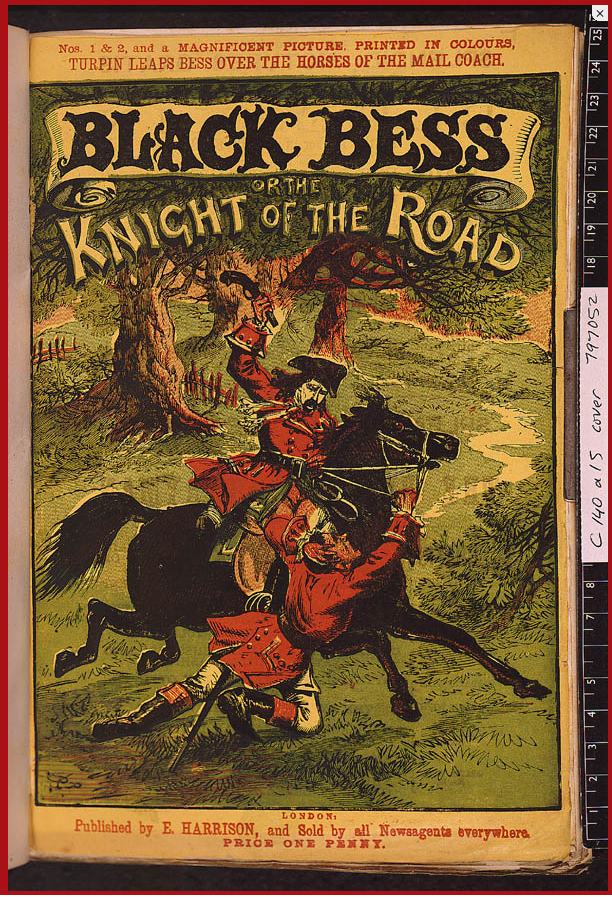

بيني دريدفول هي سلسلةٌ أدبية شعبية رخيصة الثمن، أُنتجت خلال القرن التاسع عشر في المملكة المتحدة. يشير المصطلح عادةً إلى قصةٍ منشورةٍ في أجزاءٍ أسبوعية، يُكلف كل منها قرشًا واحدًا (بيني). كان موضوع هذه القصص مثيرًا في العادة، حيث ركز على مآثر المُحققين أو المجرمين أو الكيانات الخارقة للطبيعة.